# Alan Veingrad

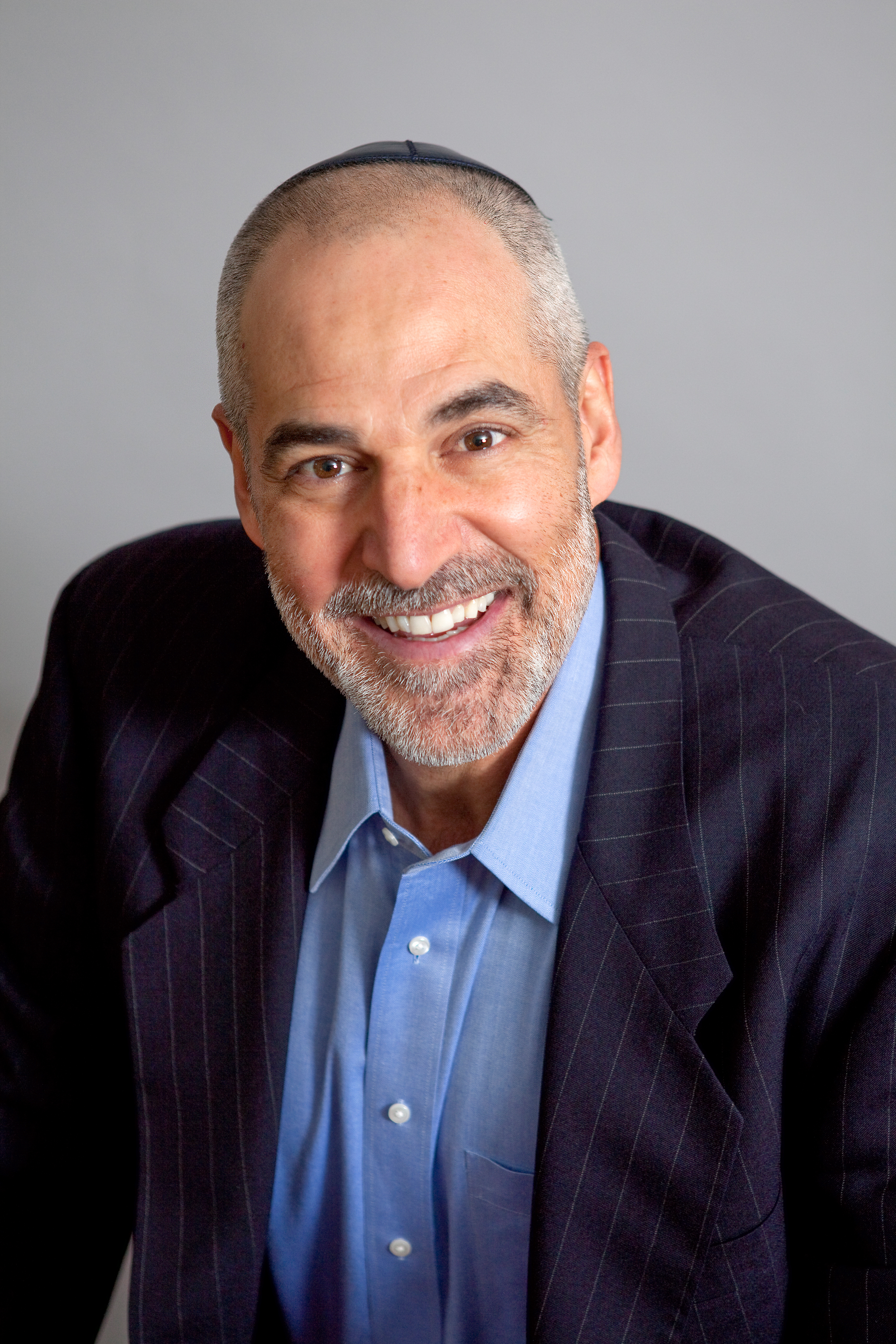
Imagem do ex-jogador de futebol americano estadunidense Alan Veingrad.

Alan Veingrad é um ex-jogador profissional de futebol americano estadunidense que foi campeão da temporada de 1992 da National Football League jogando pelo Dallas Cowboys.